# Europese kampioenschappen schaatsen afstanden 2022 - Teamsprint mannen
De teamsprint mannen op de Europese kampioenschappen schaatsen 2022 werd verreden op zaterdag 8 januari 2022 in ijsstadion Thialf in Heerenveen. Titelverdediger was de Russische ploeg die echter vanwege niet meedeed. De Nederlandse ploeg won.

## Uitslag
| #      | Land        | Schaatsers                                                       | Tijd    |
| ------ | ----------- | ---------------------------------------------------------------- | ------- |
| Goud   | Nederland   | Merijn Scheperkamp Tijmen Snel Kai Verbij                        | 1.19,71 |
| Zilver | Noorwegen   | Håvard Holmefjord Lorentzen Bjørn Magnussen Henrik Fagerli Rukke | 1.19,83 |
| Brons  | Polen       | Marek Kania Piotr Michalski Damian Żurek                         | 1.20,54 |
| 4      | Duitsland   | Joel Dufter Nico Ihle Moritz Klein                               | 1.20,72 |
| 5      | Italië      | David Bosa Mirko Nenzi Jeffrey Rosanelli                         | 1.21,10 |
| 6      | Wit-Rusland | Artyom Chaban Ihnat Halavatsjoek Stefan Neumiarzhytski           | 1.21,58 |